# Комори-Блотне
Комори-Блотне (пол. Komory Błotne) — село в Польщі, у гміні Сонськ Цехановського повіту Мазовецького воєводства.
Населення — 56 осіб (2011).
У 1975-1998 роках село належало до Цехановського воєводства.

## Демографія
Демографічна структура станом на 31 березня 2011 року:
|          | Загалом | Допрацездатний вік | Працездатний вік | Постпрацездатний вік |
| -------- | ------- | ------------------ | ---------------- | -------------------- |
| Чоловіки | 28      | 1                  | 24               | 3                    |
| Жінки    | 28      | 3                  | 13               | 12                   |
| Разом    | 56      | 4                  | 37               | 15                   |